# Балаклав, Леонид Фёдорович
Леонид Фёдорович Балаклав (род. 1956, Бельцы, Молдавская ССР) — советский и израильский художник.

## Биография
Родился и вырос в семье столяра в Бельцах, где с девятилетнего возраста учился в художественной школе. В 1971—1973 годах обучался в Киевской художественной школе, затем — в Одесском художественном институте (окончил в 1974 году). После окончания института поселился в Кишинёве, работал в городском Доме печати и театральным декоратором, с 1987 года — на студии научных фильмов в Киеве. В 1987 году награждён золотой медалью кинофестиваля в Токио (приз Феллини) за мультипликационную работу. Член Союза художников СССР.
С 1989 года — в Израиле (Иерусалим и Мицпе Рамон). Работает в жанре портрета и лирического пейзажа, много работ на религиозную тематику.
Дочь — немецкий график Инга Леонидовна Балаклав (род. 26 апреля 1980, Кишинёв), живёт в Мюнхене.

## Галереи
- Автопортрет
- Виртуальная галерея в Иерусалимской антологии
- Виртуальная галерея в Jerusalem Anthologia
- Галерея на ArtNet
- Ella Gallery
- ArtSpace Gallery (Иерусалим)
- Engel Gallery
- Israeli Art Center (недоступная ссылка)
- Леонид Балаклав — живопись и религия
- Шалом, Балаклав! (недоступная ссылка)